# Чемпіонат СРСР з хокею із шайбою 1976—1977
31-й чемпіонат СРСР з хокею із шайбою проходив з 28 вересня 1976 року по 19 березня 1977 року. У змаганні брали участь десять команд. Переможцем став клуб ЦСКА. Найкращий бомбардир — Гелмут Балдеріс (63 очка).

## Вища ліга
| М  | Команда              | І  | В  | Н | П  | Ш       | О  |
| -- | -------------------- | -- | -- | - | -- | ------- | -- |
|    | ЦСКА                 | 36 | 28 | 1 | 7  | 220-113 | 57 |
|    | «Динамо» Москва      | 36 | 22 | 6 | 8  | 175-104 | 50 |
|    | «Трактор» Челябінськ | 36 | 20 | 5 | 11 | 128-106 | 45 |
| 4  | «Динамо» Рига        | 36 | 17 | 7 | 12 | 133-126 | 41 |
| 5  | «Хімік» Воскресенськ | 36 | 14 | 9 | 13 | 115-103 | 37 |
| 6  | «Спартак» Москва     | 36 | 14 | 9 | 13 | 154-162 | 37 |
| 7  | «Крила Рад» Москва   | 36 | 14 | 5 | 17 | 120-137 | 33 |
| 8  | «Торпедо» Горький    | 36 | 11 | 9 | 16 | 108-137 | 31 |
| 9  | СКА Ленінград        | 36 | 10 | 0 | 26 | 128-183 | 20 |
| 10 | «Кристал» Саратов    | 36 | 4  | 1 | 31 | 85-195  | 9  |

### Склад чемпіонів
ЦСКА: воротарі — Олександр Тижних, Владислав Третьяк; захисники — Сергій Бабінов, Олексій Волченков, Сергій Гімаєв, Олександр Гусєв, Володимир Лутченко, В'ячеслав Фетісов, Геннадій Циганков; нападники — Борис Александров, В'ячеслав Анісін, Хельмут Балдеріс, Володимир Вікулов, Олександр Волченков, Віктор Жлуктов, Сергій Капустін, Сергій Коростін, Олександр Лобанов, Борис Михайлов, Володимир Петров, Володимир Попов, Валерій Харламов. Тренер — Віктор Тихонов.

## Найкращі бомбардири
1. Гелмут Балдеріс («Динамо» Рига) — 63 очка (40+23).
2. Володимир Петров (ЦСКА) — 62 (26+36).
3. Олександр Мальцев («Динамо» Москва) — 58 (31+27).
4. Борис Михайлов (ЦСКА) — 51 (28+23).
5. Валерій Бєлоусов («Трактор» Челябінськ) — 49 (20+29).

## Команда усіх зірок
- Воротар: Владислав Третьяк (ЦСКА)
- Захисники: Валерій Васильєв («Динамо») — Володимир Лутченко (ЦСКА)
- Нападники: Борис Михайлов (ЦСКА) — Володимир Петров (ЦСКА) — Гелмут Балдеріс («Динамо» Рига)

## Призи та нагороди
| Нагорода                 | Переможець                                                               |
| ------------------------ | ------------------------------------------------------------------------ |
| Найкращий хокеїст сезону | Гелмут Балдеріс («Динамо» Рига)                                          |
| Приз справедливої гри    | «Динамо» Москва                                                          |
| Три бомбардири           | Петро Природін — Олександр Мальцев — Олександр Голіков («Динамо» Москва) |

## Перша ліга
| М  | Команда                     | І  | В  | Н  | П  | Ш       | О  |
| -- | --------------------------- | -- | -- | -- | -- | ------- | -- |
| 1  | «Автомобіліст» Свердловськ  | 52 | 44 | 2  | 6  | 326-144 | 90 |
| 2  | «Сибір» Новосибірськ        | 52 | 38 | 2  | 12 | 224-148 | 78 |
| 3  | «Салават Юлаєв» Уфа         | 52 | 31 | 12 | 9  | 225-140 | 74 |
| 4  | «Іжсталь» Іжевськ           | 52 | 29 | 9  | 14 | 279-193 | 67 |
| 5  | «Дизелист» Пенза            | 52 | 23 | 8  | 21 | 171-151 | 54 |
| 6  | «Молот» Перм                | 52 | 21 | 9  | 22 | 175-210 | 51 |
| 7  | «Сокіл» Київ                | 52 | 20 | 11 | 21 | 193-175 | 51 |
| 8  | СК ім. Урицького (Казань)   | 52 | 20 | 6  | 26 | 225-220 | 46 |
| 9  | «Локомотив» Москва          | 52 | 19 | 7  | 26 | 175-226 | 45 |
| 10 | «Бінокор» (Ташкент)         | 52 | 17 | 8  | 27 | 159-216 | 42 |
| 11 | СКА МВО Липецьк             | 52 | 16 | 9  | 27 | 216-258 | 41 |
| 12 | СКА Куйбишев                | 52 | 18 | 5  | 29 | 182-239 | 41 |
| 13 | «Торпедо» Усть-Каменогорськ | 52 | 15 | 8  | 29 | 191-225 | 38 |
| 14 | СКА Свердловськ             | 52 | 4  | 2  | 46 | 166-362 | 10 |

Найкращий снайпер: Геннадій Маслов (СК ім. Урицького) — 51 шайба.